# Extensão de nome de ficheiro

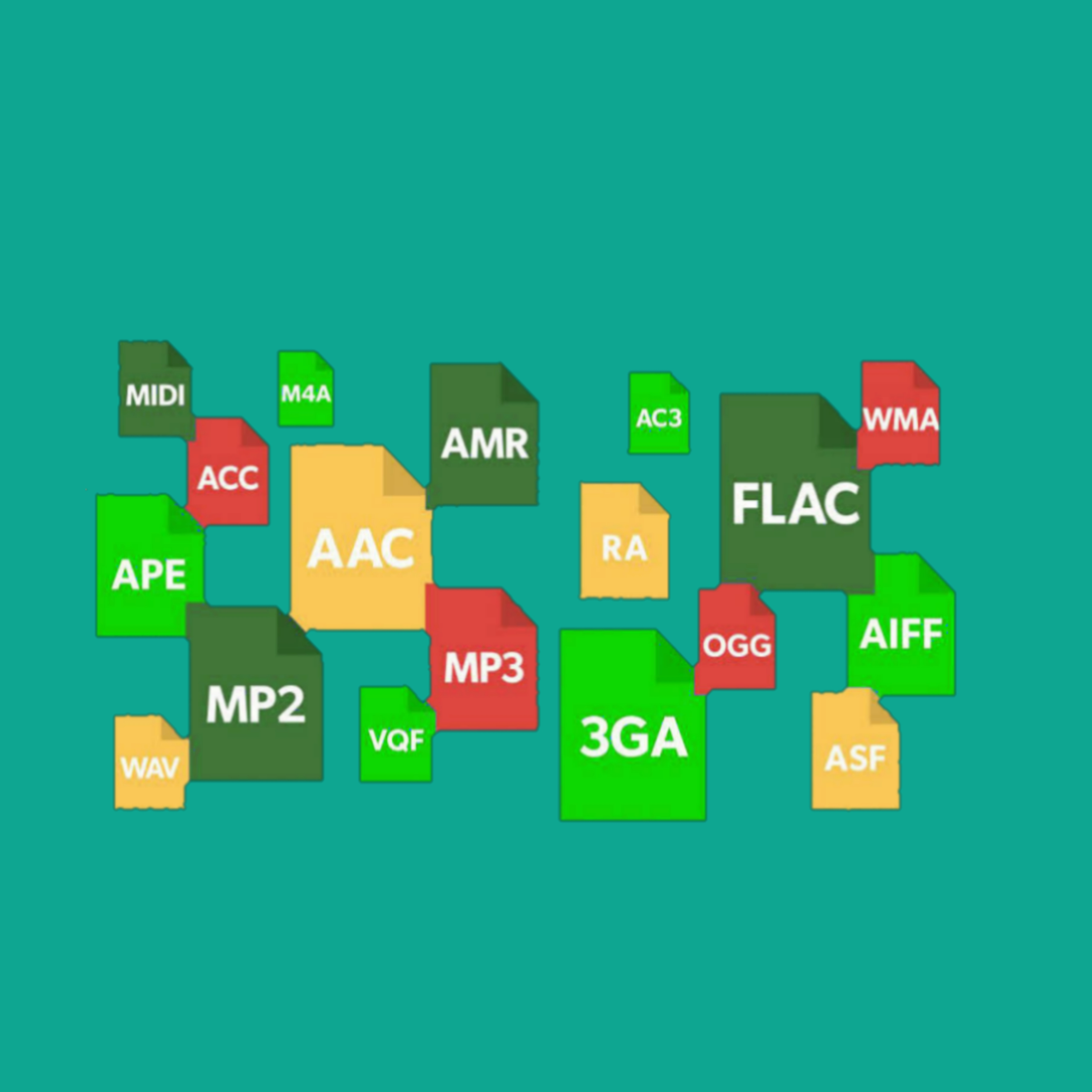

A extensão de nome de ficheiro ou extensão do arquivo é um sufixo (separado do nome de ficheiro (prefixo) por um ponto) para o nome de um ficheiro de computador aplique para indicar a codificação (formato de arquivo) do seu conteúdo ou uso. Exemplos de extensões de arquivo são .png, .jpeg, .exe, .dmg, .txt ,.rar , .iso (para ISO 9660) e .doc
Diversos compiladores também usam extensões para identificar a linguagem de programação com a qual foram escritos. Pode-se citar como exemplos as extensões:
- .c (para C)
- .py (para Python)
- .lua (para Lua)
- .java (para Java)
- .pas (para Pascal)
- .r (para R)